# Miomonalonion
Miomonalonion is een geslacht van wantsen uit de familie van de Miridae (Blindwantsen). Het geslacht werd voor het eerst wetenschappelijk beschreven door Sailer & Carvalho in 1957.

## Soorten
Het genus is monotypisch en bevat alleen de volgende soort:

- Miomonalonion conoidifrons Sailer & Carvalho, 1957